# Taisei Corporation

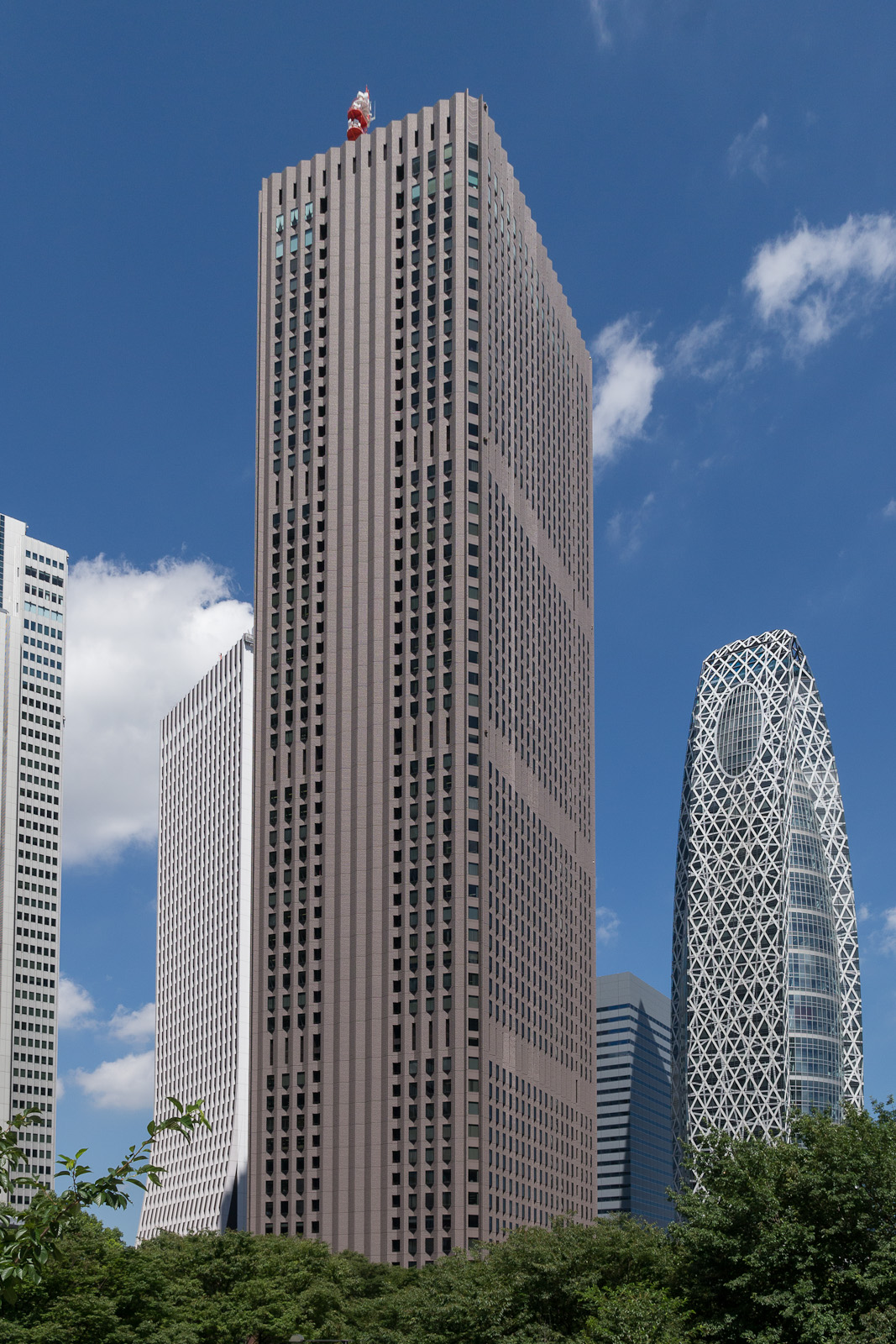
Hauptsitz im Shinjuku Center Building in Tokio

Taisei Corporation ist die englische Auslandsübersetzung der Taisei kensetsu kabushiki-gaisha (japanisch 大成建設株式会社, „Taisei-Bau-Aktiengesellschaft“), einem japanischen Unternehmen, das 1873 gegründet wurde. Seine Hauptgeschäftsfelder sind Hochbau, Tiefbau und Immobilienentwicklung. Taisei gehört zu den fünf führenden Bauunternehmen in Japan (Zenekon). Der Hauptsitz des Unternehmens befindet sich im Bezirk Shinjuku in Tokio. Taisei ist an der Börse von Tokio notiert und Bestandteil des Nikkei 225.
Taisei hat als Generalunternehmer erfolgreich mehrere Bau- und Hochbauprojekte wie Wolkenkratzer, Dämme, Brücken, Tunnel, U-Bahnen sowie Wohnbauprojekte sowohl in Japan als auch in Übersee realisiert. Taisei ist in Japan auch für seine katastrophenresistenten Häuser der Marke Palcon bekannt.

## Geschichte
Die Taisei Corporation hat ihre Wurzeln im Ōkura zaibatsu (財閥), das von Ōkura Kihachirō gegründet wurde. Nach der Auflösung der zaibatsu nach dem Zweiten Weltkrieg wurde Taisei zu einem Unternehmen im Mitarbeiterbesitz umstrukturiert und ist derzeit der einzige japanische Großgeneralunternehmer unter den fünf Zenekon, der sich in Arbeitnehmerhand befindet; die anderen vier befinden sich in Familienbesitz. Nach mehreren Namensänderungen ist das Unternehmen seit 1946 unter dem Namen Taisei bekannt und wurde 1956 an der Tokioter Börse gelistet. Taisei ist auch international tätig und hat heute Unternehmenstöchter in verschiedenen asiatischen Ländern wie Indonesien, Thailand, Myanmar, Vietnam, China und den Philippinen.

## Projekte

### Japan
- Rokumeikan (1883)
- Biwasee-Kanal (1890)
- Imperial Hotel (1923)
- Ginza-Linie der Metro Tokio (1927)
- Terminal des Flughafen Tokio-Haneda (1955)
- Nationalstadion (1958)
- Kaiserpalast Tokio (1968)
- Enrei-Tunnel (1982)
- Seikan-Tunnel (1988)
- Yokohama Bay Bridge (1989)
- Sapporo Dome (2001)
- Edion Peace Wing Hiroshima (2023)

### International
- Bhumibol-Brücke (2006)
- Iloilo International Airport (2007)
- Cần-Thơ-Brücke (2010)
- Marmaray-Tunnel (2013)
- Hamad International Airport (2014)

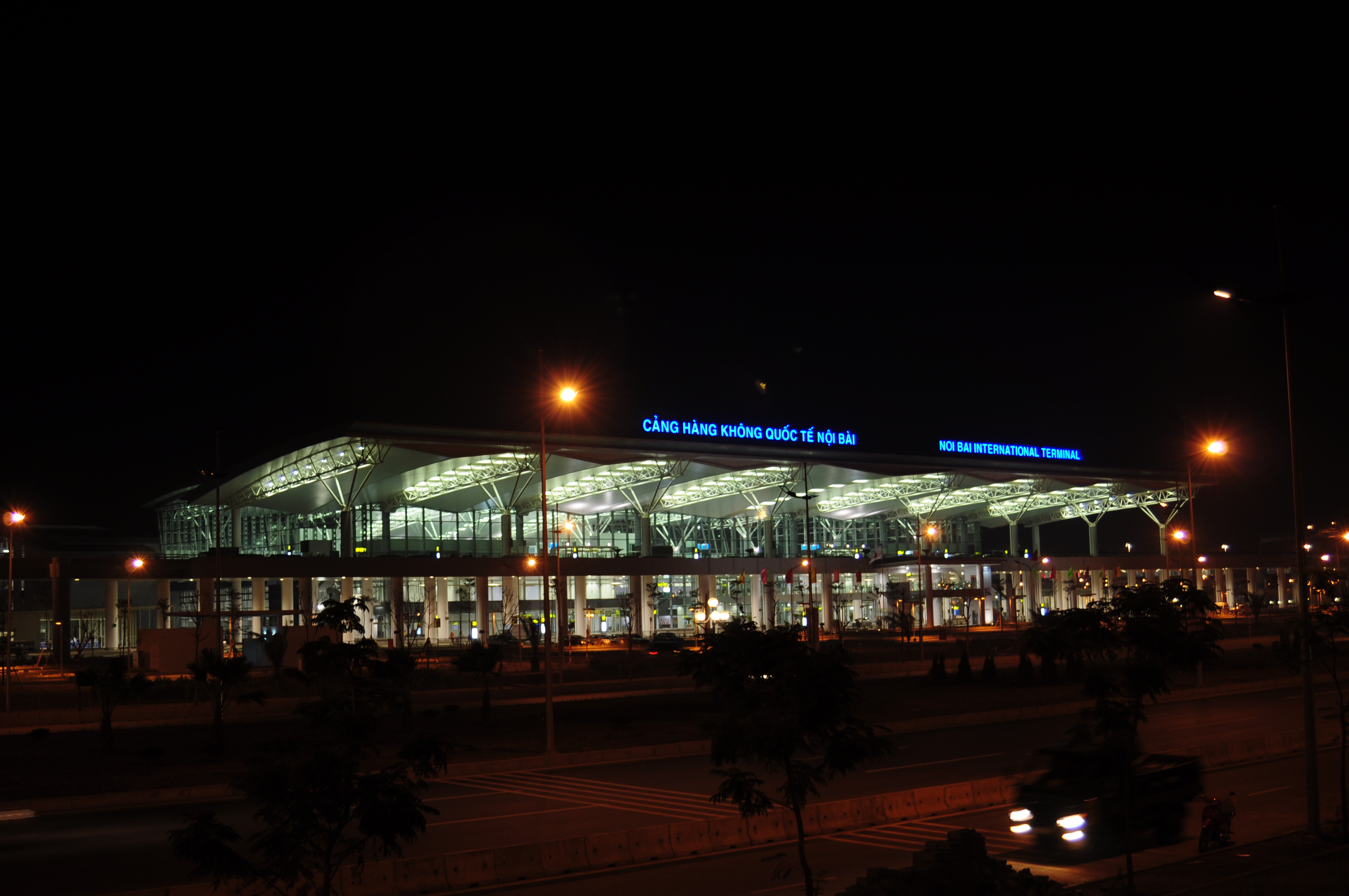
Terminal 2 des Flughafen Hanoi (2015)  - Terminal 2 des Flughafen Hanoi in Vietnam.
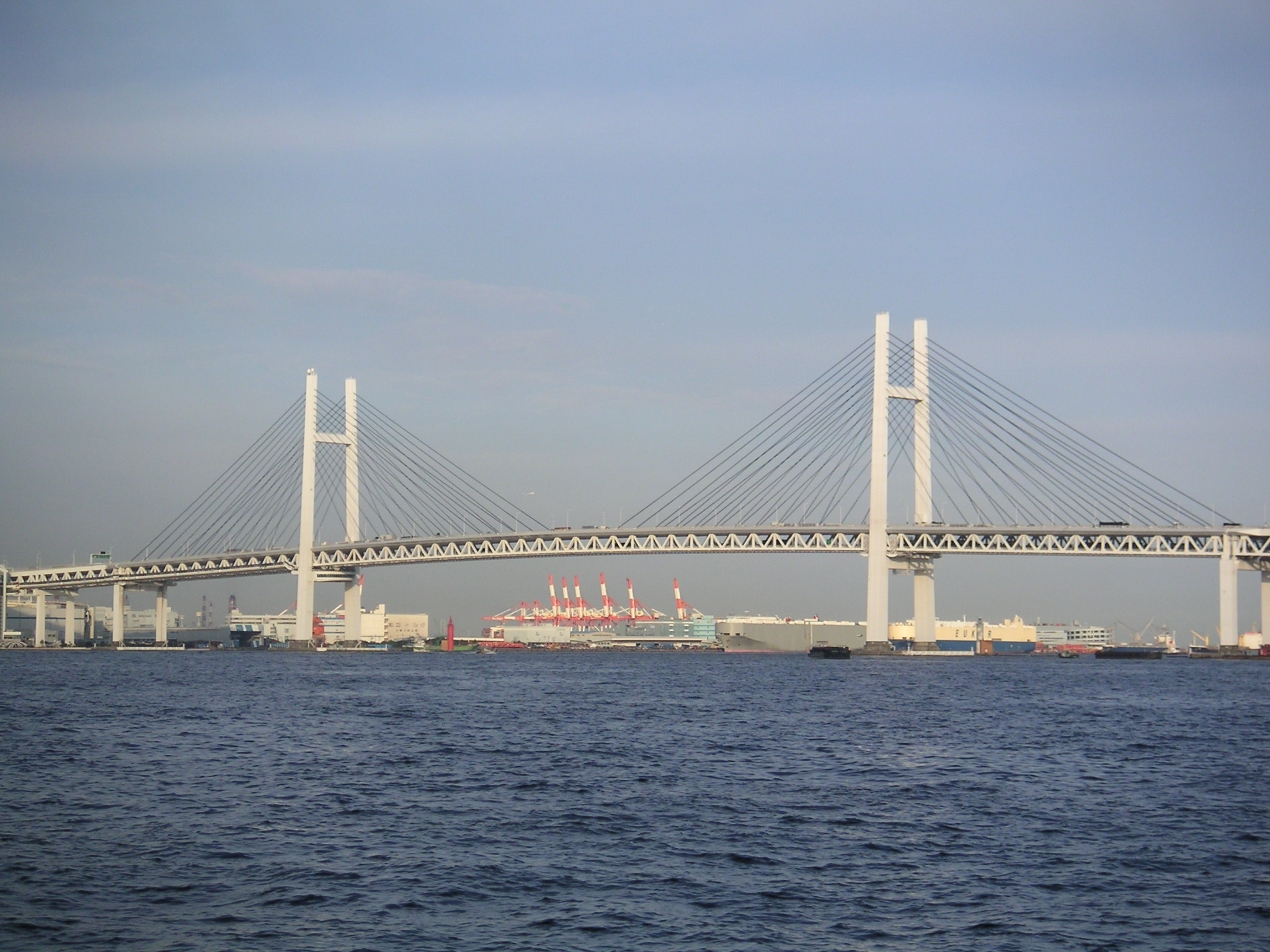
Yokohama Bay Bridge
Hochhaus JP Tower in Tokio.
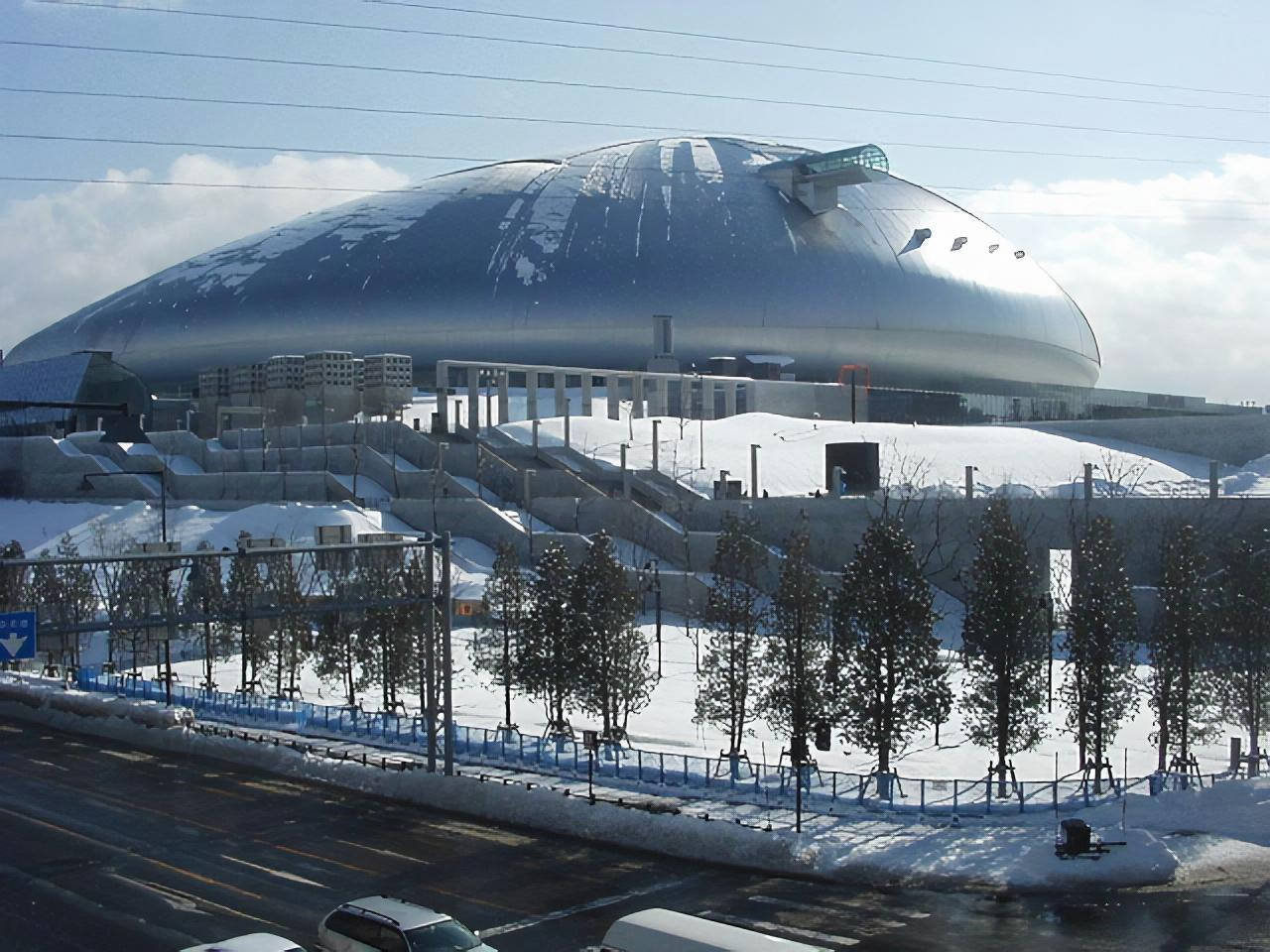
Sapporo Dome
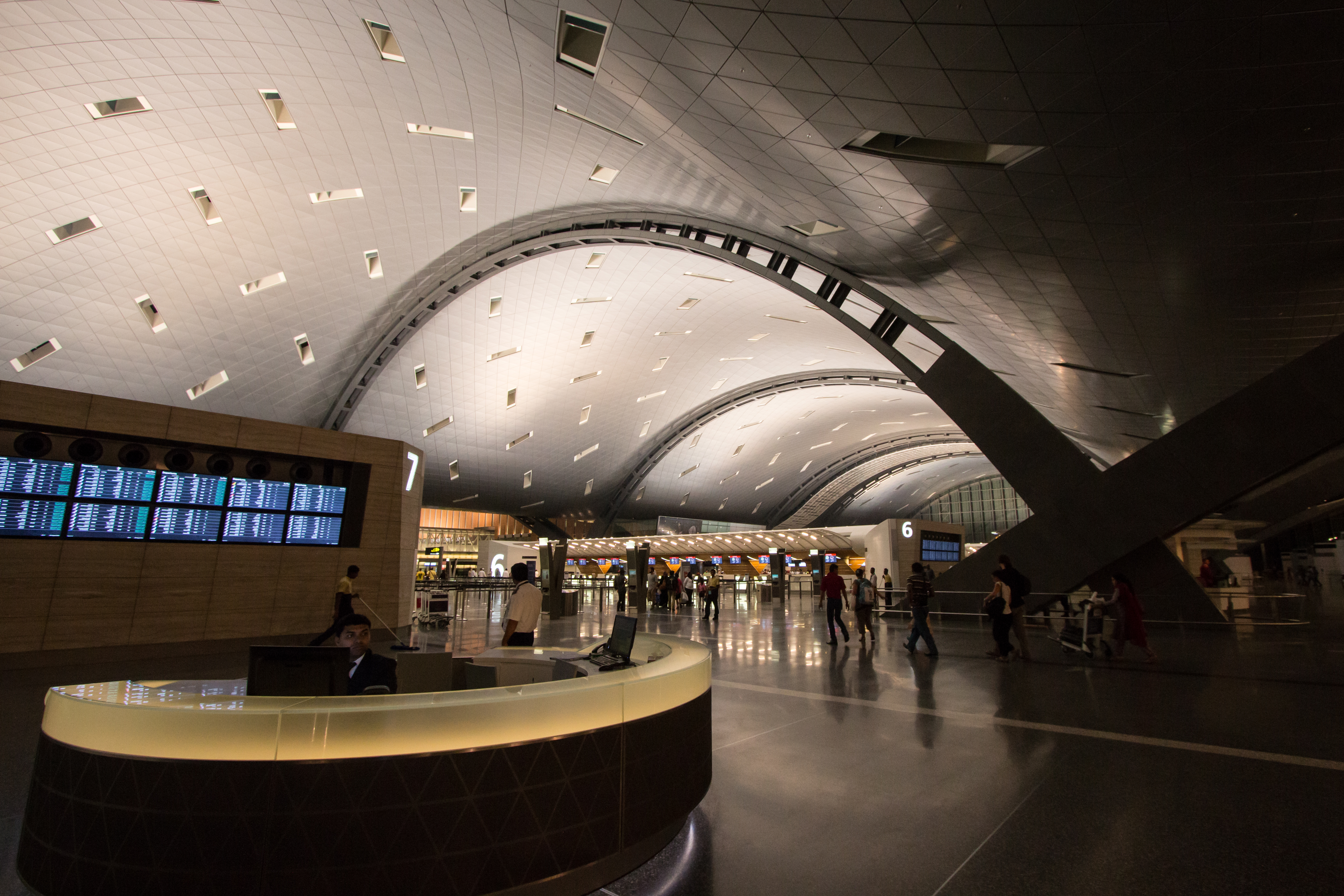
Flughafen Doha in Katar
  - Yokohama Bay Bridge
  - Hochhaus JP Tower in Tokio.
  - Sapporo Dome
  - Flughafen Doha in Katar